# Frederik Hendrik van Saksen-Zeitz-Pegau-Neustadt
Frederik Hendrik van Saksen-Zeitz-Pegau-Neustadt (Zeitz, 21 juli 1668 - Neustadt an der Orla, 18 december 1713) was van 1699 tot aan zijn dood hertog van Saksen-Zeitz-Pegau-Neustadt. Hij behoorde tot de Albertijnse linie van het huis Wettin.

## Levensloop
Frederik Hendrik was de vierde zoon van keurvorst Maurits van Saksen-Zeitz uit diens tweede huwelijk met Dorothea Maria, dochter van hertog Willem van Saksen-Weimar. Na de dood van zijn vader in 1681 werd zijn oudere broer Maurits Willem hertog van Saksen-Zeitz.
Hij vocht mee in de Negenjarige Oorlog tegen Frankrijk, als soldaat in het leger van zijn neef Johan George III van Saksen. Nadat hij in 1699 gehuwd was met zijn eerste echtgenote, kreeg Frederik Hendrik van zijn broer als apanage de Kreis Neustädt en het ambt Pegau toegewezen, met de steden en sloten van Pegau, Neustadt an der Orla en Arnshaugk. Hij vestigde zijn hoofdresidentie in achtereenvolgens Pegau, Arnshaugk en Neustadt an de Orla en liet het door zijn vader gestichte Slot Neustadt herbouwen in barokstijl.
Als hertog van Saksen-Zeitz-Pegau-Neustadt had Frederik Hendrik soevereine rechten en inkomsten, maar hij bleef politiek afhankelijk van het hertogdom Saksen-Zeitz. In 1707 werd Pegau tijdens de Grote Noordse Oorlog bezet door de Zweedse troepen onder leiding van koning Karel XII.
Na de dood van zijn neefje Frederik August in 1710 werd Frederik Hendrik de erfgenaam van het hertogdom Saksen-Zeitz. Hijzelf overleed echter drie jaar later, in december 1713, op 45-jarige leeftijd en werd bijgezet in de Sint-Petrus- en Paulusdom van Zeitz. Frederik Hendriks domeinen werden geërfd door zijn zoon Maurits Adolf Karel, onder het regentschap van zijn broer Maurits Willem. Maurits Adolf Karel ging kort daarna in de geestelijke stand, waardoor Frederik Hendriks domeinen alsnog terugvielen aan Saksen-Zeitz.

## Huwelijken en nakomelingen
Op 23 april 1699 huwde hij in Oels met zijn eerste echtgenote Sophia Angelica (1677-1700), dochter van hertog Christiaan Ulrich I van Württemberg-Oels. Het huwelijk bleef kinderloos en Sophia Angelica stierf anderhalf jaar na de bruiloft.
Na een rouwperiode hertrouwde Frederik Hendrik op 27 februari 1702 in Zeitz met Anna Frederika Philippina (1665-1748), dochter van hertog Filips Lodewijk van Sleeswijk-Holstein-Sonderburg-Wiesenburg. Ze kregen twee kinderen:
- Maurits August Karel (1702-1759), hertog van Saksen-Zeitz-Pegau-Neustadt en bisschop van Königgrätz en Leitmeritz
- Dorothea Charlotte (1708)